# Национальный университет водного хозяйства и природопользования
Национальный университет водного хозяйства и природопользования (укр. Національний університет водного господарства та природокористування) — высшее учебное заведение, расположенное в городе Ровно. Основано в 1915 году.

## История

### Киев
В 1914 году Совет Министров постановил при помощи Русского Технического Общества открыть средние сельскохозяйственные гидротехнические училища в городах Киев и Одесса. Через год было создано Киевское среднее сельскохозяйственное гидротехническое училище. Киевское училище стало первым камнем и истории создания будущего Киевского гидромелиоративного института. В 1920 году училище реформировано в  мелиоративное отделение Киевского сельскохозяйственного техникума. В 1924 году техникум был переименован в Киевский инженерно-мелиоративный техникум (КИМТ). В 1934 году институт переименован в Киевский гидромелиоративный институт (КГМИ). В 1957 году институт был переименован в Киевский институт инженеров водного хозяйства (КИИВГ).

### Ровно
В 1959 году Киевский инженерно-мелиоративный институт решили перевести в Ровно. В это же время название института меняется на Украинский институт инженеров водного хозяйства.
С 1995 года институт получил название Украинской государственной академии водного хозяйства (УДАВГ). В 1998 году название поменялось на Ровенский государственный технический университет (РДТУ), затем в 2002 году название стало Украинский государственный университет водного хозяйства и природопользования (УДУВГП). С 2004 года институт переименован в Национальный университет водного хозяйства и природопользования (НУВХП).

## Структура университета

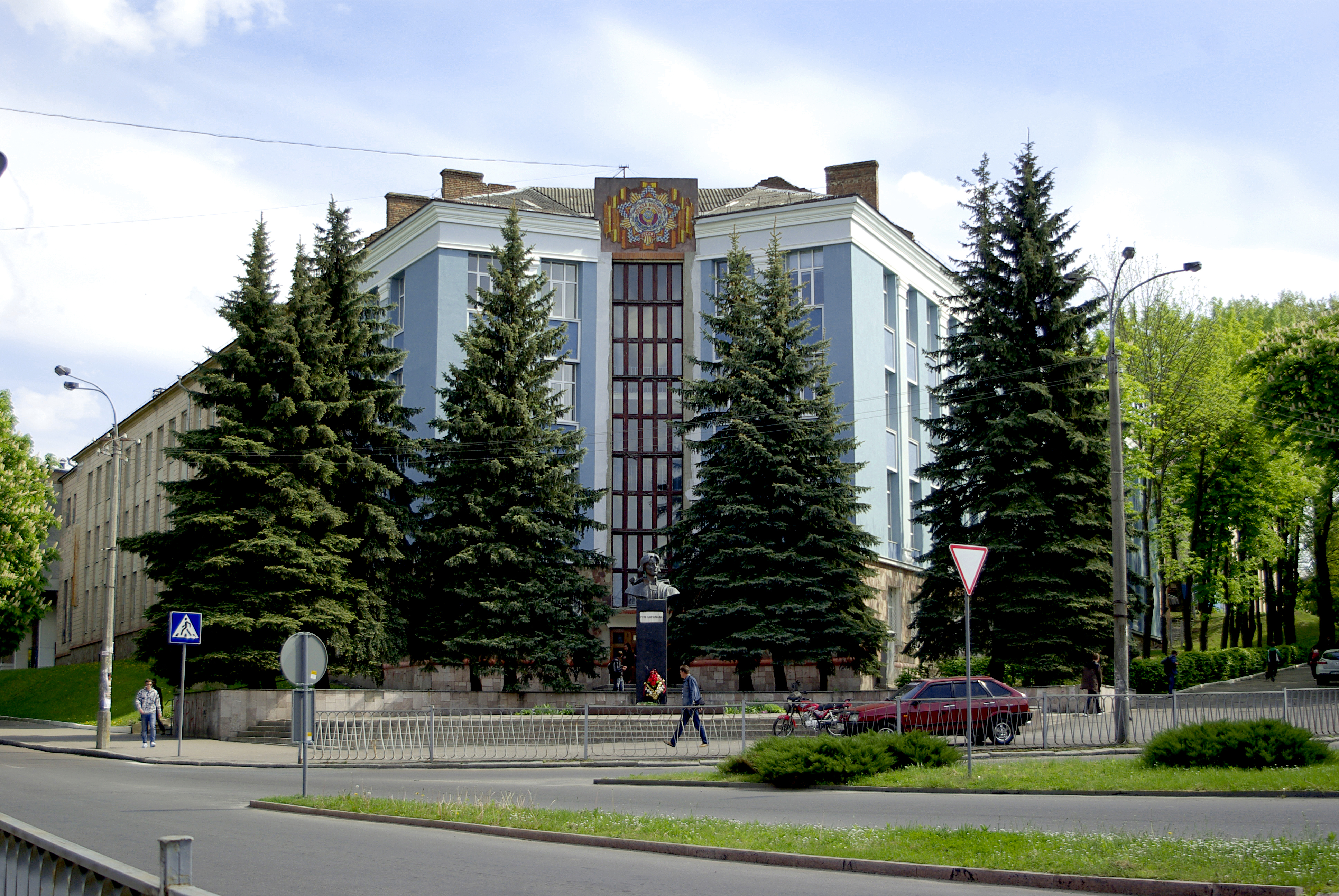
Учебный корпус №4

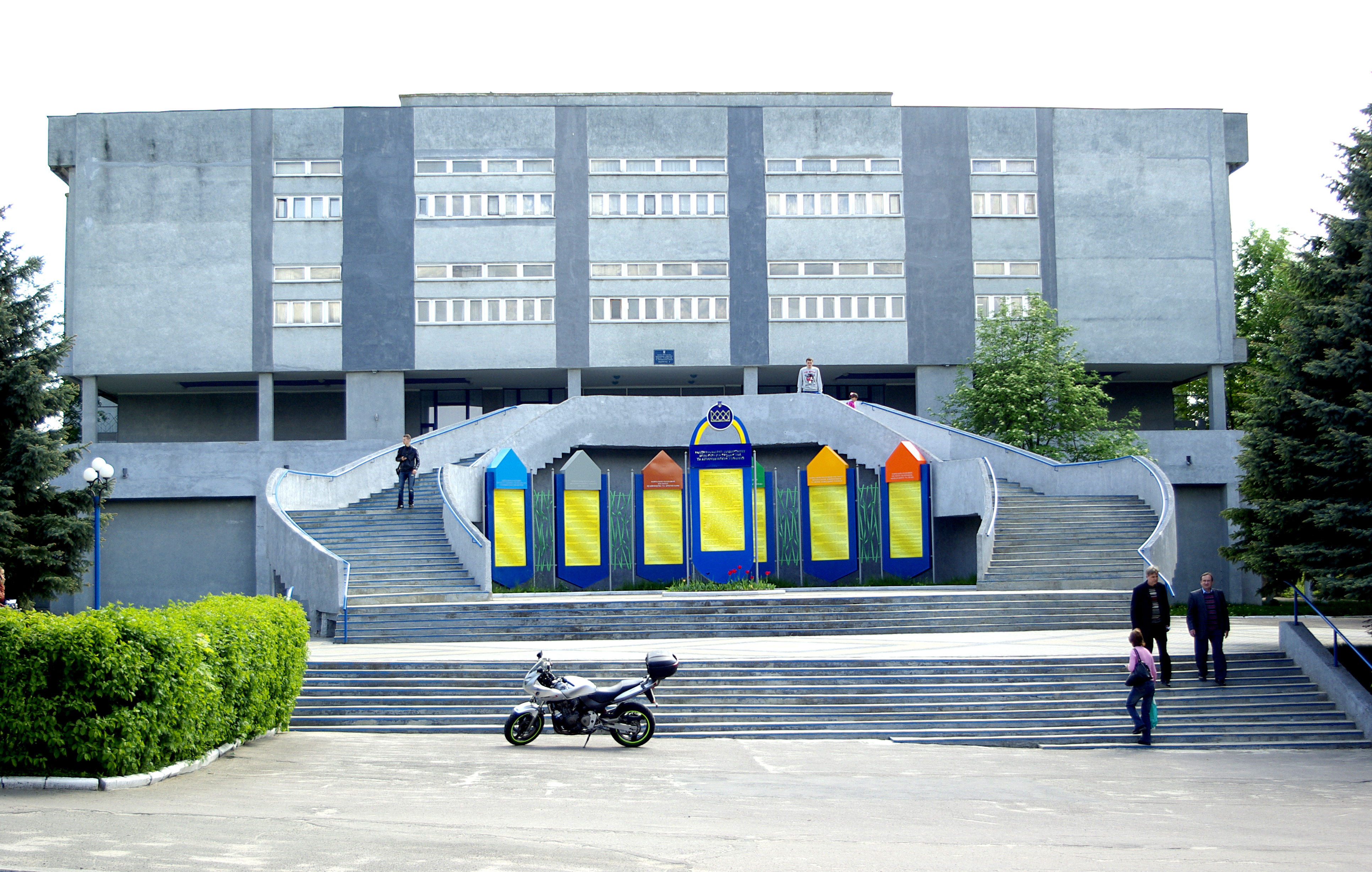
Учебный корпус №7

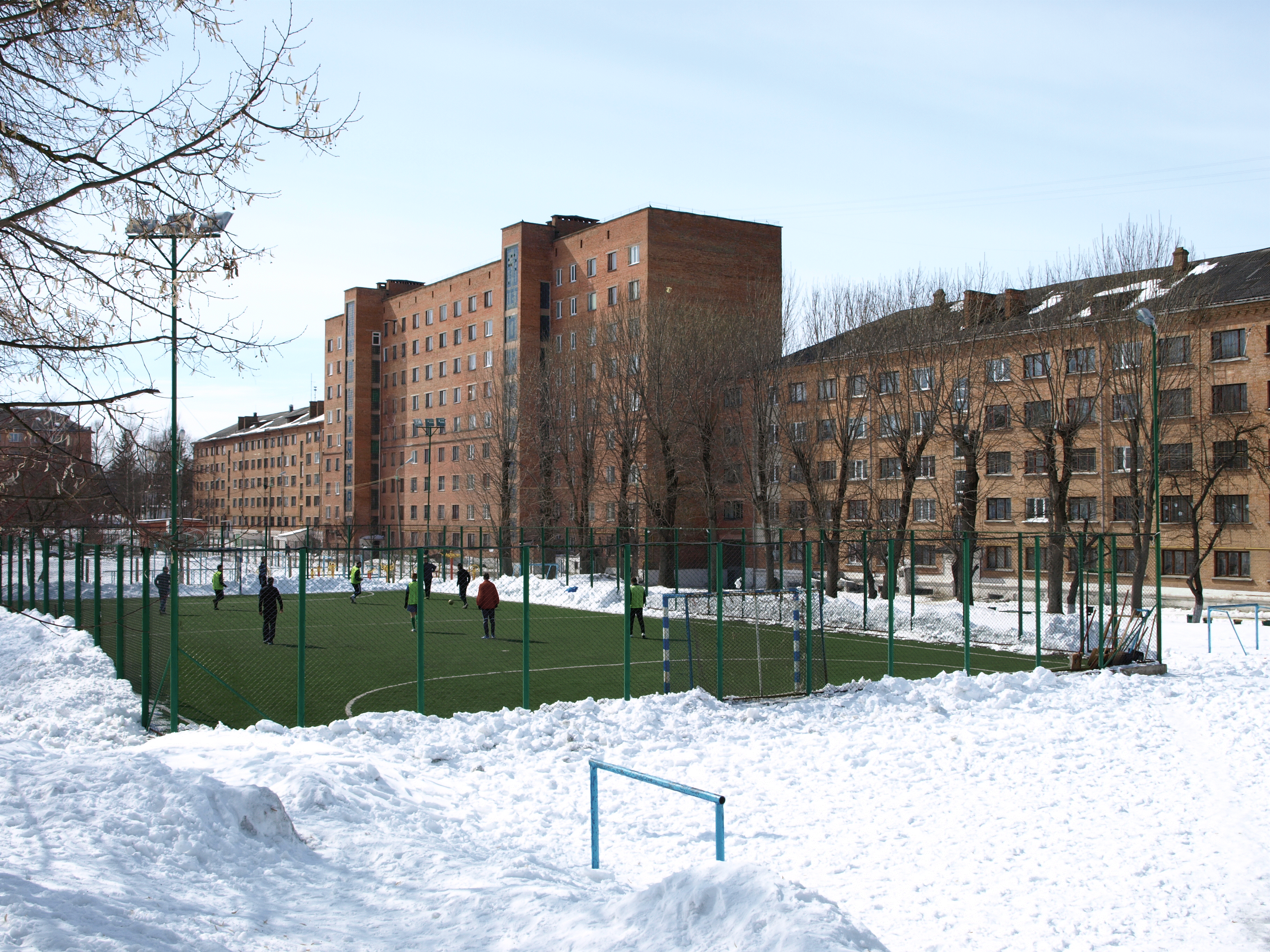
Стадион

- Учебно-научный институт Строительства и архитектуры
  - Кафедра Архитектуры и средового дизайна
  - Кафедра Водоснабжение водоотведение и буровой дела
  - Кафедра Городского строительства и хозяйства
  - Кафедра Сопротивления материалов и строительной механики
  - Кафедра Основ архитектурного проектирования, конструирования и графики
  - Кафедра Охраны труда и безопасности жизнедеятельности
  - Кафедра Промышленного, гражданского строительства и инженерных сооружений
  - Кафедра Теплогазоснабжения, вентиляции и санитарной техники
  - Кафедра Технологии строительных изделий и материаловедения
  - Кафедра Автомобильных дорог и аэродромов
- Учебно-научный институт водного хозяйства и природообустройства
  - Кафедра Водохозяйственного строительства и эксплуатации гидромелиоративных систем
  - Кафедра Водохозяйственной экологии, гидрологии и гидравлики
  - Кафедра Гидротехнического строительства, сопротивления материалов и строительной механики
  - Кафедра Природообустройства и гидромелиораций
  - Кафедра  Геологии и гидрологии (до 2017 г. Инженерной геологии и гидрогеологии)
- Учебно-научный институт экономики, менеджмента и права
  - Кафедра Государственного управления и местного самоуправления
  - Кафедра экономики предприятия
  - Кафедра экономической теории
  - Кафедра экономической кибернетики
  - Кафедра Иностранных языков и украиноведения
  - Кафедра маркетинга
  - Кафедра менеджмента
  - Кафедра международной экономики
  - Кафедра Учета и аудита
  - Кафедра Специальных юридических дисциплин
  - Кафедра общественных дисциплин
  - Кафедра Теории и истории государства и права
  - Кафедра Трудовых ресурсов и предпринимательства
  - Кафедра философии
  - Кафедра Финансов и экономики природопользования
- Учебно-научный институт Агроэкологии и землеустройства
  - Кафедра Агрохимии, почвоведения и земледелия
  - Кафедра водных биоресурсов
  - Кафедра Геодезии и картографии
  - Кафедра экологии
  - Кафедра Здоровье человека и физической реабилитации
  - Кафедра Землеустройства, кадастра, мониторинга земель и геоинформатики
  - Кафедра туризма
  - Кафедра Химии и физики
- Учебно-научный Механико-энергетический институт
  - Кафедра Автомобилей и автомобильного хозяйства
  - Кафедра Транспортных технологий и технического сервиса
  - Кафедра Подъемно-транспортных, строительных, дорожных, мелиоративных машин и оборудования сельскохозяйственного производства
  - Кафедра Разработки месторождений полезных ископаемых, горных машин и комплексов
  - Кафедра Гидроэнергетики, теплоэнергетики и гидравлических машин
  - Кафедра Теоретической механики, инженерной графики и машиноведения
  - Кафедра Оборудование химических производств и предприятий строительных материалов и технологий неорганических веществ
- Учебно-научный институт Автоматики, кибернетики и вычислительной техники
  - Кафедра Компьютеризированная аудитория
  - Кафедра кафедры
  - Кафедра прикладной математики
  - Кафедра вычислительной техники
  - Кафедра высшей математики
  - Кафедра Автоматизации, электротехнических и компьютерно-интегрированных технологий
- Техникумы
  - Автотранспортный техникум
  - Костопольский строительно-технологический техникум
  - Техникум технологий и дизайна
  - Технический колледж

## Ректоры университета
- 1922—1923 — Нерехтский В. Д.
- 1923—1927 — Ветров А. Я.
- 1927—1928 — Михайлов И. Е.
- 1928—1930 — Мазуркевич Г. С.
- 1930—1930 — Луковский М. П.
- 1930—1934 — Горбач С. П.
- 1934—1934 — Гзовский И. С.
- 1934—1936 — Коротун С. Т.
- 1936—1938 — Бобко С. К.
- 1938—1941 — Горецкий Е. И.
- 1943—1947 — Скобликов П. А.
- 1947—1948 — Салата П. В.
- 1948—1959 — Семенов К. С.
- 1959—1970 — Семенов К. С.
- 1970—1998 — Вознюк С. Т.
- 1998—2005 — Кравец С. В.
- 2005—2012 — Гурин В. А.
- 2012—2014 — Сорока М. П.
- 2014—н.в. — Мошинский В. С.